# Japanischer Fußball-Supercup 1996
Der japanische Fußball-Supercup 1996 wurde am 9. März 1996 zwischen dem japanischen Meister 1995 Yokohama Marinos und dem Kaiserpokal-Sieger 1995 Nagoya Grampus Eight ausgetragen. Das Spiel fand im Nationalstadion in Tokio statt.
| Paarung              | Yokohama Marinos – Nagoya Grampus Eight |
| Ergebnis             | 0:2 (0:2) |
| Datum                | 9. März 1996 um 14:03 Uhr |
| Stadion              | Nationalstadion, Tokio |
| Zuschauer            | 39.570 |
| Schiedsrichter       | Yoshimi Ogawa |
| Tore                 | 0:1 Tetsuya Okayama (29.) 0:2 Kenji Fukuda (39.) |
| Yokohama Marinos     | Masahiko Nakagawa – Norio Omura, Masami Ihara, Takehito Suzuki – Masaharu Suzuki, Fumitake Miura (45. Kensaku Ōmori), Zapata, Gorosito (56. Yoshiharu Ueno), Satoru Noda – Takahiro Yamada, Acosta Cheftrainer: Hiroshi Hayano                                  |
| Nagoya Grampus Eight | Yūji Itō – Seiichi Ogawa, Kazuhisa Iijima, Gō Ōiwa, Torres – Takashi Hirano, Tetsuya Asano, Durix, Tetsuya Okayama (76. Yasuyuki Moriyama) – Stojkovic (83. Shigeyoshi Mochizuki), Kenji Fukuda (64. Tetsuo Nakanishi) Cheftrainer: Arsène Wenger ( Frankreich) |
| Gelbe Karten         | Norio Omura (12.), Gorosito (35.), Masami Ihara (78.), Acosta (89.) – Kazuhisa Iijima (21.) |

## Supercup-Sieger Nagoya Grampus Eight
|  | Nagoya Grampus Eight |
|  | - Tor: Yūji Itō - Abwehr: Seiichi Ogawa; Kazuhisa Iijima; Gō Ōiwa; Torres - Mittelfeld: Takashi Hirano; Tetsuya Asano; Durix; Tetsuya Okayama; Tetsuo Nakanishi; Shigeyoshi Mochizuki - Angriff: Stojkovic; Kenji Fukuda; Yasuyuki Moriyama |
|  | Trainer: Arsène Wenger |